# St. Afra (Trier)
Das Kloster St. Afra ist ein ehemaliges, abgegangenes Kloster in Trier. Kleine denkmalgeschützte Überreste befinden sich heute in der Liebfrauenstraße.

## Geschichte
Das Kloster St. Afra, dessen Name sich auf Afra von Augsburg bezieht, wurde im Jahr 1271 erstmals erwähnt. Es existiert jedoch schon einige Zeit vorher. Es wurde als Frauengemeinschaft gegründet und sollte als Krankenpflege am Dienstpersonal des Domkapitels dienen. vom Gründer war das Domkapitel selbst. Das Kloster wurde seinerzeit ursprünglich als Beginenhof gegründet. In Trier gab es mehrere Beginenhäuser dieser Art. Nachdem das Konzil von Vienne 1311 zur Auflösung aller deutschen Beginenhäuser führte, schlossen sich die Klosterfrauen dem Dritten Orden des heiligen Franziskus an (genannt „Zum Affelter“) an.
Das mittelalterliche Gemäuer wurde 1713 bis 1728 durch einen Neubau ersetzt; die Klosterkirche wurde bereits 1724 geweiht. Doch bereits 1785 wurde das Kloster durch Erzbischof Clemens Wenzeslaus von Sachsen aufgelöst und in ein Mädchenwaisenhaus umgewandelt. Nach der vollständigen Säkularisation 1806 kam das Kloster schließlich in Privatbesitz und wurde von 1851 bis 1879 schließlich alsTöchterschule der Evangelischen Gemeinde genutzt. Nach seiner Aufhebung wurde das Waisenhaus nach St. Irminen verlagert.
1928 war die Gebäudefront mit dem Slogan „Möbel L. Sachse“, heute ist hier der Spielzeugladen „Rappelkiste“.

## Gebäude und Architektur
Vom Kloster sind in der Liebfrauenstraße 5–6 noch Reste des Klosters erhalten. An Hausnummer 5 finden sich die Umfassungsmauern der dreigeschossigen barocken ehemaligen Klostergebäude aus dem frühen 18. Jahrhundert. Das Gebäude wird durch eine straßenbildprägende Toreinfahrt mit Sprenggiebel, bezeichnet 1728, dominiert. Über der Toreinfahrt findet sich eine Figurennische und Ädikula. Wahrscheinlich lehnt die Portalgestaltung  im Hinblick auf ihren Formeduktus an die Gestaltung des Welschnonnenklosters in der Flanderstraße an. Über dem Portal steht in einem Chronogramm: FVNDITVS / ERIGERATVR (E als N renoviert) / HOONORI DEI (H als N renoviert) / DIVI FRANCISCI / (E)T SFRAE PATRO(NAE) (S als B renoviert). Der erhaltene Komplex besteht aus zwei rechtwinklig aneinandergebauten, dreigeschossigen Trakten. Die Kirche maß 14,20 x 7,84 m. Bereits seit 1809 wurde die Kirche als Magazin für Wirtschaftsräume genutzt und entsprechend umgebaut.
An Hausnummer 6 steht die ehemalige Kirche, ein Saalbau, der 1721–24, nach Plänen des Architekten und Franziskanerbruders Odericus Weiler entstand. Unter der Kirche floss früher der Weberbach entlang. Das Kirchengebäude ist nur auf ihren Längsseiten freistehend und ansonsten in die Bebauung eingebunden. Sie existiert in dieser in die Zeilenbebauung integrierten Form mindestens seit dem 19. Jahrhundert, möglicherweise auch seit ihrer Erbauung. Zwar reicht das Gebäude direkt an die Liebfrauenkirche, tritt aber im Vergleich zu dem gegenüberliegenden Klostergebäude deutlich zurück. Die Fassade wird durch auf hohen Postamenten stehende Pilaster unter einem mächtigen Gebälk gegliedert. Anlässlich zum Umbau der Kirche zur Wohnnutzung wurden die Fenster durch eine Zwischenbrüstung unterteilt. Das säulenflankierte Straßenportal ist nicht mehr erhalten.